# In the Hollies Style
Albums de The Hollies
Stay with the Hollies
(1964) Hollies
(1965)
In the Hollies Style est le deuxième album studio du groupe The Hollies, sorti fin 1964.
Contrairement à leur premier album, Stay with the Hollies, qui était presque entièrement composé de reprises, In the Hollies Style présente une majorité de chansons originales écrites par trois des membres du groupe, Allan Clarke, Graham Nash et Tony Hicks, sous le pseudonyme « L. Ransford ».

## Titres
Toutes les chansons sont écrites et composées par L. Ransford, sauf mention contraire.
| 1. | Medley: Nitty Gritty (en) / Something's Got a Hold on Me | Lincoln Chase (en) / Etta James, Leroy Kirkland, Pearl Woods | 4:13 |
| 2. | Don't You Know                                           |                                                              | 1:58 |
| 3. | To You My Love                                           |                                                              | 2:09 |
| 4. | It's in Her Kiss                                         | Rudy Clark                                                   | 2:17 |
| 5. | Time for Love                                            |                                                              | 2:32 |
| 6. | What Kind of Boy                                         | Big Dee Irwin                                                | 2:38 |

| 7.  | Too Much Monkey Business    | Chuck Berry | 2:29 |
| 8.  | I Thought of You Last Night | Ralph Freed | 2:19 |
| 9.  | Please Don't Feel Too Bad   |             | 2:28 |
| 10. | Come on Home                |             | 1:54 |
| 11. | You'll Be Mine              |             | 2:03 |
| 12. | Set Me Free                 |             | 2:21 |

## Musiciens
- Allan Clarke : chant
- Tony Hicks : guitare, chant
- Graham Nash : guitare rythmique, chant
- Eric Haydock : basse
- Bobby Elliott : batterie